# Długi Wierch Podspadzki
Długi Wierch, Długi Wierch Podspadzki (słow. Strednica, Dlhý vrch, Dluhe) lub Wierch Średnica – porośnięty lasem szczyt reglowy o wysokości 1129 m, zlokalizowany na północnym krańcu grani głównej Tatr, po północnej stronie Tatr Bielskich. Administracyjnie położony jest na terenie słowackiej miejscowości Zdziar. Od południa sąsiaduje poprzez Podspadzkie Siodło ze Starą Jaworzynką, natomiast od północy poprzez Zdziarską Przełęcz z należącym już do Magury Spiskiej Przysłopem. W grzbiecie pomiędzy Podspadzkim Siodłem a Starą Jaworzynką wyróżnia się jeszcze mało wybitny Mały Przysłop i płytkie Błotne Siodło. Od wierzchołka Wierchu Średnica odchodzi w kierunku zachodnim długi, boczny grzbiet, przecięty w dolnej części serpentyną Drogi Wolności ponad Podspadami. Oddziela on Dolinę Goliasowską na północy od Dolinki Podspadzkiej (odgałęzienie Doliny Czarnego Potoku) na południu. Szczyt nie jest dostępny dla turystów, ponieważ znajduje się w granicach TANAP-u i nie prowadzą przez niego żadne znakowane szlaki turystyczne.
Mimo że zgodnie z przyjętymi przez większość geografów granicami mezoregionów Wierch Średnica zaliczany jest jeszcze do Tatr Bielskich, niektórzy umieszczają go w Rowie Zdziarskim, uznając za granicę Tatr nie Zdziarską Przełęcz, a położone na południe od szczytu Podspadzkie Siodło.